# كانتون سيمون بوليفار
كانتون سيمون بوليفار (بالإنجليزية: Simón Bolívar Canton)‏ هو كانتون في الإكوادور، يتبع مقاطعة غاياس. بلغ عدد سكانها في تعداد عام 2001 20,385 نسمة.

## السكان
المجموعات العرقية اعتبارًا من التعداد الإكوادوري لعام 2010:
| العرقية               | النسبة |
| --------------------- | ------ |
| ميستيثو               | 67.9%  |
| مونتوبيو              | 20.9%  |
| الإكوادوريون الأفارقة | 6.3%   |
| اللاتينيون            | 5.4%   |
| السكان الأصليون       | 0.4%   |
| أخرى                  | 0.2%   |